# SMS Rheinland
El SMS Rheinland (Renania en español) fue un acorazado de la clase Nassau botado en 1908 en los astilleros de AG Vulcan en Stettin.

## Diseño

### Dimensiones y maquinaria
El Rheinland tenía una eslora de 146,10 m, una manga de 26,90 m y un calado de 8,9 m. Desplazaba 18 570 toneladas estándar y 21 000 toneladas a plena carga. El buque debía su movimiento a 3 hélices, movidas por otras tantas máquinas de vapor de triple expansión que desarrollaban una potencia de 22 000 caballos de vapor, lo que le proporcionaba una velocidad de 19 nudos.
Tal y como fueron diseñados, el Rheinland y sus gemelos no eran particularmente buenos barcos marineros. Sus quillas fueron remodeladas posteriormente para intentar resolver el problema.

### Armamento
El Rheinland portaba 12 cañones de 280 mm (11”) dispuestos en torretas dobles en una inusual configuración hexagonal con una torreta a proa, otra a popa y dos a cada banda. La artillería secundaria consistía en doce cañones de 150 mm (5,9”) y 16 de 88 mm (3,4”) antiaéreos y seis tubos lanzatorpedos de 450 mm.

### Blindaje
El Rheinland poseía un cinturón blindado de 304,8 mm (12”), que protegía las partes vitales del buque, combinado con un blindaje de 76.2 mm en las partes menos críticas. Las barbetas y torretas poseían un blindaje de 280 mm en las áreas más expuestas y de 50 mm en las menos expuestas. La cubierta tenía un blindaje de 63.5 mm

## Historial de servicio
El Rheinland, junto con sus tres gemelos, tomó parte en la Batalla de Jutlandia entre el 31 de mayo y el 1 de junio de 1916. Durante el transcurso de la batalla, el Rheinland disparó en 35 ocasiones sus cañones de 280 mm (11”) y fue alcanzado por dos impactos de 152 mm (6”), que le provocaron un total de 10 muertos y 20 heridos. El 11 de abril de 1918, el Rheinland encalló en el mar Báltico cerca de Mariehamn, obligando a retirar el blindaje de su cintura y los cañones para reflotarlo. Nunca fue reparado. Tras su retorno a Kiel, el Rheinland fue usado como buque cuartel.

## Destino final
Tras el colapso alemán en noviembre de 1918, una parte importante de la Flota de Alta Mar fue internada en Scapa Flow según los términos del Armisticio. El Rheinland y los buques de su clase no estaban entre los barcos incluidos en la lista para internamiento, por lo que permanecieron en puertos alemanes. Sin embargo, una copia del The Times informó a Ludwig von Reuter, el comandante de la flota internada, que el armisticio expiraría al mediodía del 21 de junio de 1919, fecha límite para la que Alemania debía firmar el tratado de paz. Reuter llegó a la conclusión de que los británicos tenían la intención de apoderarse de los barcos alemanes después de que expirara el armisticio. Para evitarlo, decidió hundir sus barcos a la primera oportunidad. En la mañana del 21 de junio, la flota británica abandonó Scapa Flow para realizar maniobras de entrenamiento; a las 11:20 Reuters transmitió la orden a sus barcos.
Como resultado del hundimiento de Scapa Flow, los aliados exigieron reemplazos para los barcos hundidos. Esto incluía al Rheinland, que fue eliminado de la lista naval alemana el 5 de noviembre de 1919 y posteriormente entregado a los aliados. El barco fue vendido el 28 de junio de 1920 para desguece en Dordrecht (Países Bajos), bajo el nombre de contrato "F". Fue remolcado allí un mes después, el 29 de julio, y desguazado a finales del año siguiente. La campana del Rheinland se conserva en el Museo de Historia Militar de la Bundeswehr en Dresde.